# Zygaena lonicerae
Espèce
Zygaena lonicerae, la Zygène du chèvrefeuille, Zygène des bois ou Zygène du trèfle-de-montagne, est une espèce de lépidoptères de la famille des Zygaenidae, sous-famille des Zygaeninae, du genre Zygaena et du sous-genre Zygaena (Zygaena). C'est un « papillon de nuit », actif durant le jour.
Note : contrairement aux noms de ce papillon, la chenille ne se nourrit pas de chèvrefeuilles mais de diverses plantes de la famille des Fabacées.

## Description

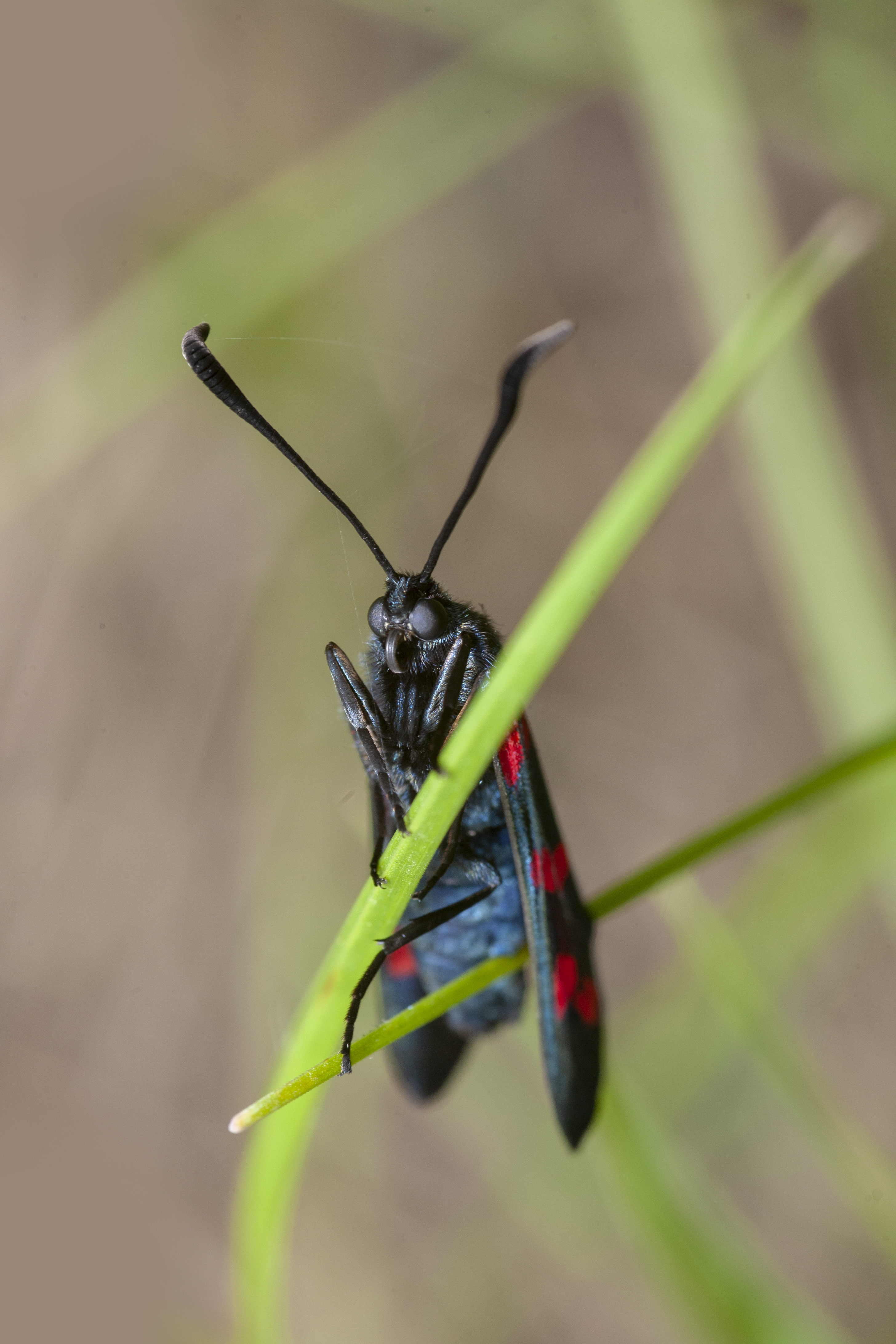
Imago de Zygaena lonicerae, ventral.

Les premières ailes sont d'un vert-bleuâtre métallique, avec cinq taches rouges, presque aussi distinctes en - dessous qu'en - dessus : il y en a deux à la base, deux au milieu, et une vers le bout de la côte. Les deux de la base sont très rapprochées et un peu oblongues, les trois autres sont arrondies.
Les secondes ailes sont d'un rouge-carmin de part et d'autre, avec une bordure noire, large, sinuée à son côté interne, et garnie d'une frange violette. Les premières ailes ont aussi une frange de cette couleur. Les antennes, la trompe et les pattes, sont semblables à celles de la Zygène de la filipendule. Le corps est d'un bleu-foncé. Les antennes sont terminées en massue comme c'est le cas pour toutes les zygènes.
La femelle ressemble au mâle.
Quelquefois les taches des ailes supérieures sont réunies en une bande irrégulière.
La chenille
La chenille est verte, et elle a sur chaque côté du corps deux bandes noires, longitudinales et maculaires, dont l'inférieure plus étroite. Entre ces deux bandes, chaque anneau offre un point jaune.
La chrysalide
La coque est allongée, presque en forme de bateau, et d'une couleur jaune. La chrysalide est brune, avec l'enveloppe des ailes terminée en pointe saillante.
Les ailes antérieures sont noires avec des reflets bleus ou verts.

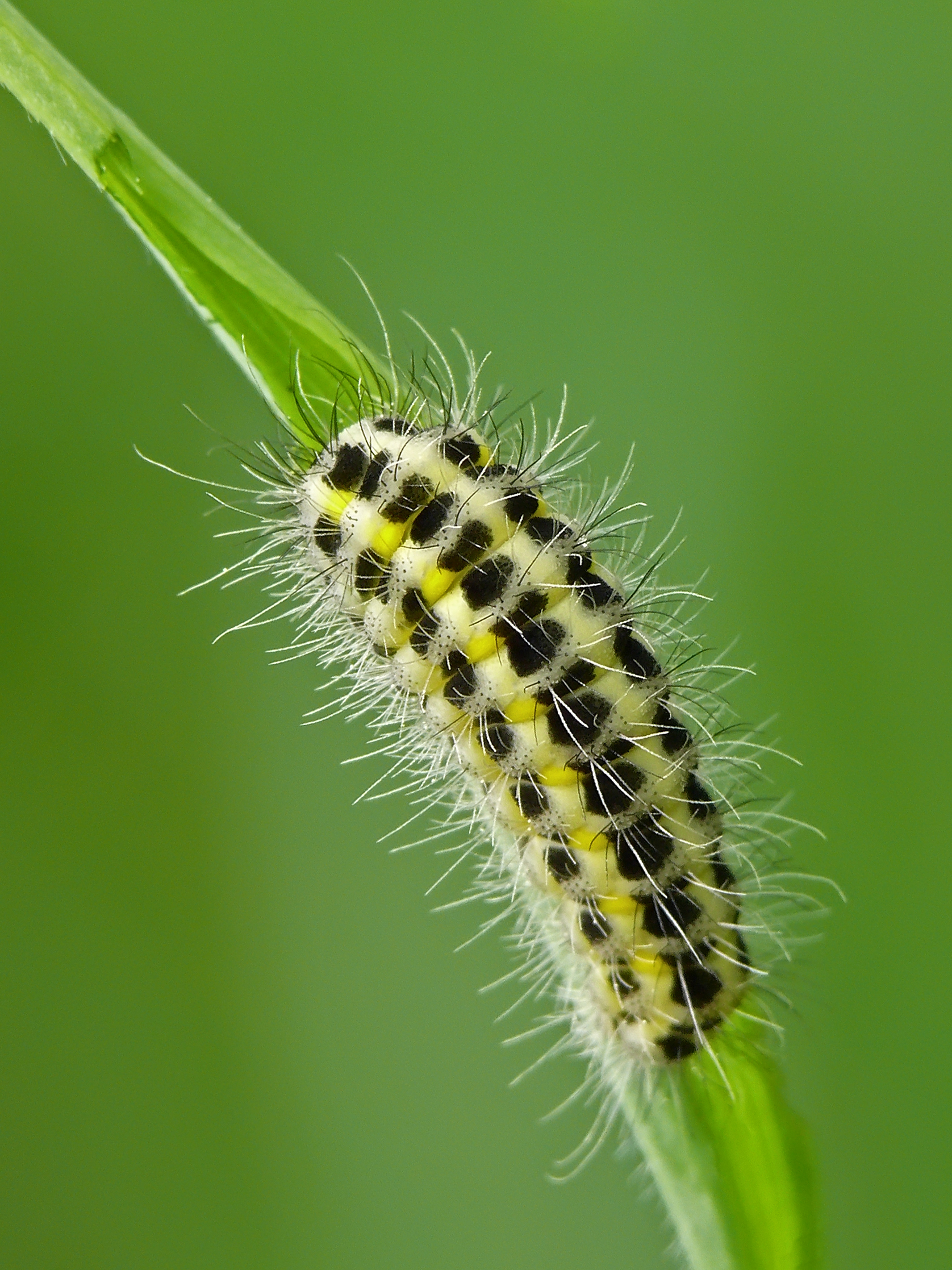
La chenille.
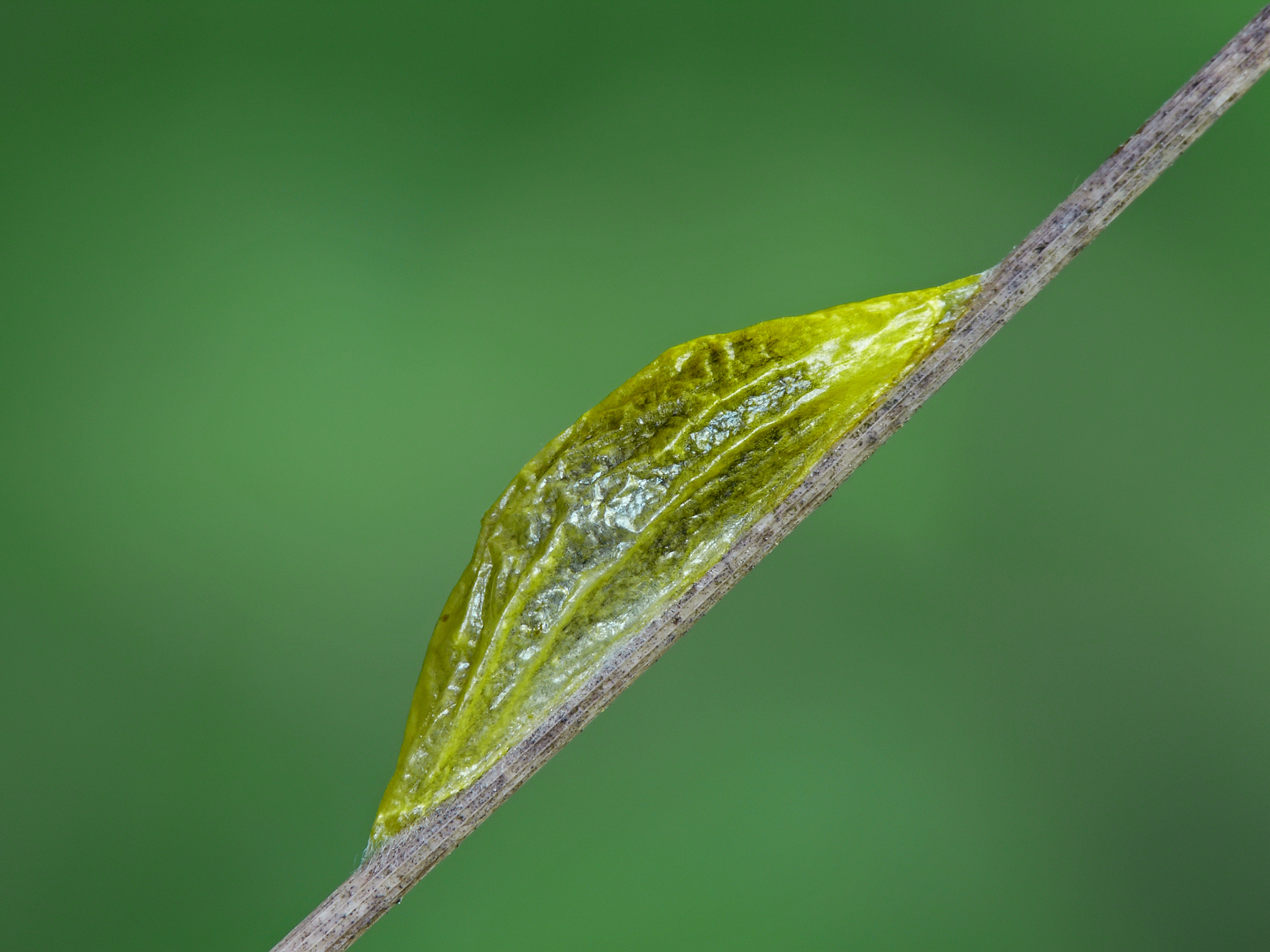
La chrysalide.
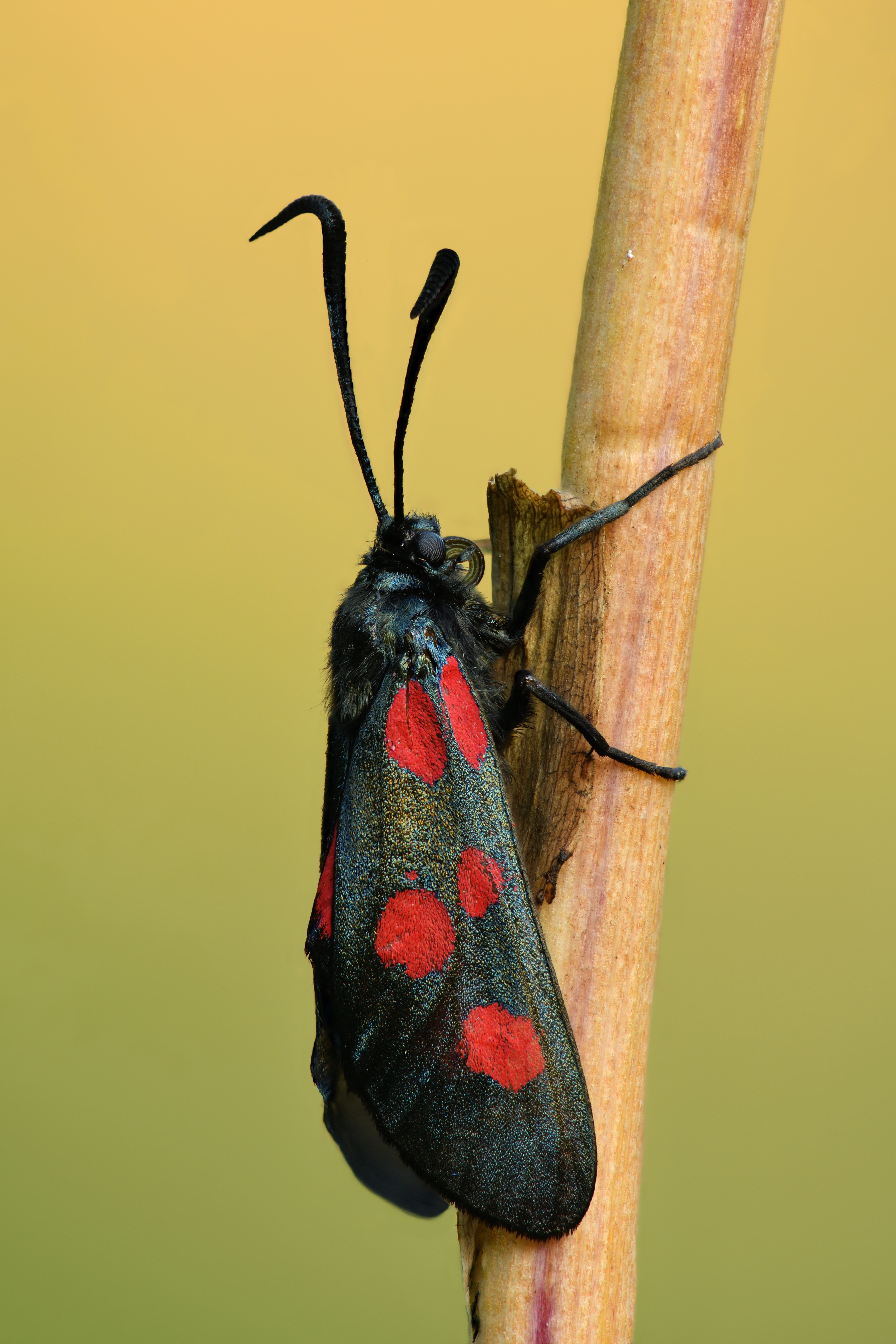
Imago de profil.
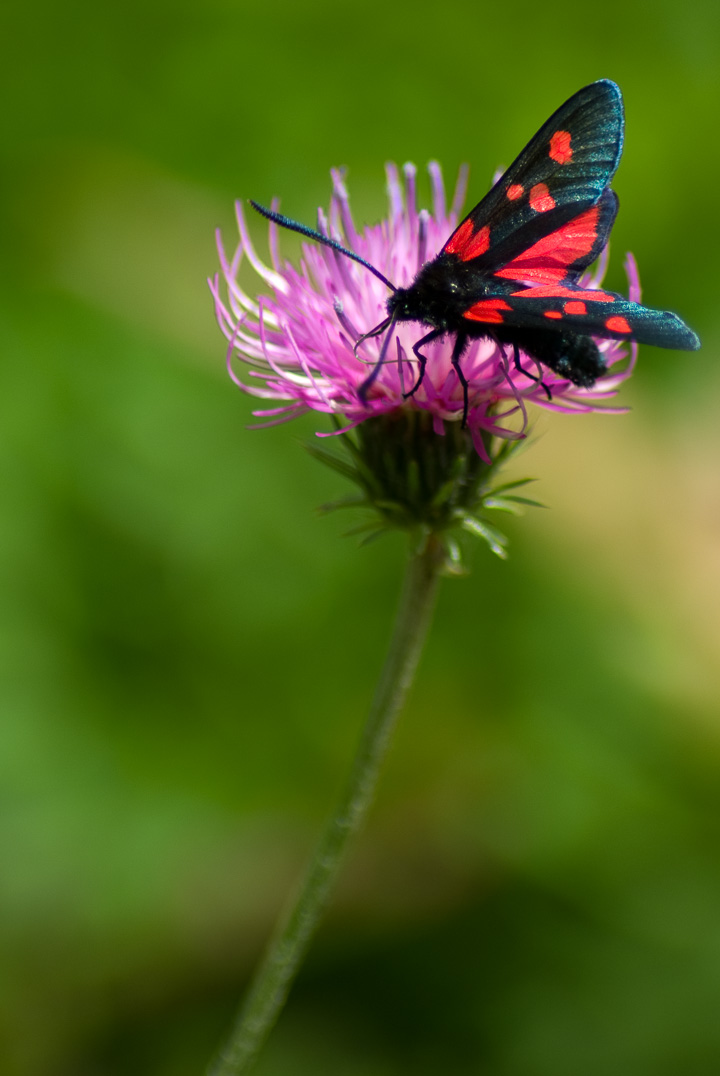
De profil, ailes déployées.
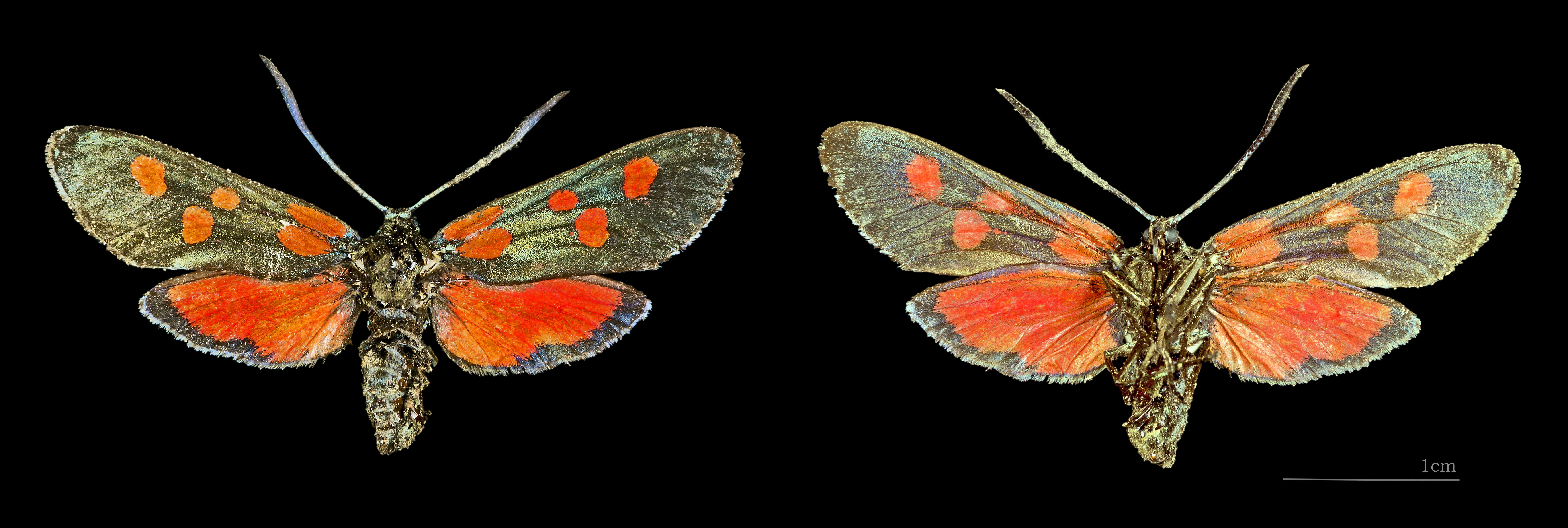
Les deux faces, au muséum de Toulouse.

## Biologie
Les larves se développent sur des Fabacées : Lathyrus pratensis, Vicia sylvatica, Lotus corniculatus, le genre Trifolium notamment  Trifolium pratense.

## Répartition et habitat
Répartition
Europe ; moitié est de la France, Pyrénées, absente de Corse.
Habitat

## Toxicité
C'est un papillon aposématique, car il se signale par ses couleurs comme toxique aux prédateurs comme les oiseaux et les lézards. En cas d'attaque il émet un liquide contenant du cyanure.

## Systématique
L’espèce a été décrite par Joachim Scheven en 1777 sous le nom initial de Sphinx lonicerae.

### Synonymie
- Sphinx lonicerae Scheven, 1777 Protonyme
- Sphinx graminis de Villers, 1789[2]
- Zygaena aspasia Meigen, 1829

### Taxinomie
Le genre Zygaena est subdivisé en trois sous-genres, l'espèce décrite fait partie du sous-genre Zygaena (Zygaena)
Liste de sous-espèces
- Zygaena lonicerae lonicerae
- Zygaena lonicerae abbastumana Reiss, 1922
- Zygaena lonicerae alpiumgigas Verity, 1925
- Zygaena lonicerae insularis Tremewan, 1960 (Ireland)
- Zygaena lonicerae intermixta Verity, 1925
- Zygaena lonicerae jocelynae Tremewan, 1962 (Isle of Skye)
- Zygaena lonicerae kalkanensis Reiss, 1932
- Zygaena lonicerae latomarginata (Tutt, 1899) (England)
- Zygaena lonicerae leonensis Tremewan, 1961
- Zygaena lonicerae linnei Reiss, 1922
- Zygaena lonicerae microdoxa Dujardin, 1965
- Zygaena lonicerae nobilis Navàs, 1924
- Zygaena lonicerae silana Burgeff, 1914
- Zygaena lonicerae thurneri Holik, 1943
- Zygaena lonicerae vivax Verity, 1920